# لاورنس بین
لاورنس بین (انگلیسی: Lawrence Bayne؛ زادهٔ ۱۱ نوامبر ۱۹۶۰) یک هنرپیشه اهل کانادا است.
از فیلم‌ها یا برنامه‌های تلویزیونی که وی در آن نقش داشته است می‌توان به شمال ۶۰ و شکارچی حرفه‌ای اشاره کرد.